# Goniothalamus giganteus
Goniothalamus giganteus este o specie de plante din genul Goniothalamus, familia Annonaceae, descrisă de Nathaniel Wallich, Joseph Dalton Hooker și Thomas Thomson. Conform Catalogue of Life specia Goniothalamus giganteus nu are subspecii cunoscute.